# روثا مغربية
الروثا المغربية (باللاتينية: Salsola gaetula) نوع نباتي يتبع جنس الروثا من الفصيلة القطيفية.

## الموئل والانتشار
يمتد موطنها من المغرب العربي إلى المشرق العربي مرورا بوادي النيل.